# 天津人民艺术剧院
天津人民艺术剧院是天津市一家以话剧表演为主的剧院。剧院成立于1951年9月12日，前身为1938年成立的华北群众剧社。

## 代表剧目
《一仆二主》、《雷雨》、《曙光照耀莫斯科》、《蔡文姬》、《骆驼祥子》、《红色工会》、《甘蔗田》、《叶尔绍夫兄弟》、《日出》《风华正茂》、《觉悟》、《婚礼》、《清宫外史》、《阿Q正传》

## 著名人物
- 编剧：周振天
- 作家：航鹰
- 话剧演员：马超、颜美怡、路希、李起厚、郑天庸
- 影视演员：陈道明、鲍国安、孔祥玉、王伍福、李秀明、张玉玉

## 近况
1980年代以来，天津人民艺术剧院成立了电视剧制作中心，推出了《莎菲女士日记》、《尊严》、《乔迁》、《准星》、《乱世有情天》、《政府官员》、《以爱的名义》、《张伯苓》等一系列电视剧。

## 链接
- 官网